# Nuovo anno, nuovo amore
Nuovo anno, nuovo amore (Ginger in the Morning) è un film del 1974 diretto da Gordon Wiles.